# 西塔佳郎
西塔 佳郎（さいとう よしろう、1982年6月16日 - ）は、熊本県出身の元バスケットボール選手である。ポジションはフォワード。2008年までパナソニックトライアンズに所属。

## 来歴
福岡大学付属大濠高校では全日本ジュニア代表に選出され、アジアジュニア選手権4位に貢献。日本人得点王。
大東文化大学在学中の2004年には、ジェリコ・パブリセヴィッチHCの元、日本代表に選ばれる。インカレ準優勝。3P王受賞。卒業後、パナソニックに入社。日本代表としてアジア選手権東アジア予選に出場した。
- 1997年、武蔵ヶ丘中学校3年時
  - FUJI XEROX杯（熊本県代表）／グループリーグ敗退
  - 熊本県大会／準優勝
  - 熊本国体強化指定選手
- 1998年、福岡大学付属大濠高等学校1年時
  - 全国高校総合体育大会（高知）／ベスト8
  - 国民体育大会出場（神奈川）／2回戦敗退
  - ウィンターカップ／1回戦敗退
- 1999年、高校2年時
  - 全国高校総合体育大会（岩手）／ベスト8
  - 国民体育大会（熊本）／不出場
  - ウィンターカップ／ベスト16
  - Nike Ali Asia basketball camp	ALL STAR選出
- 2000年、高校3年時
  - 全国高校総合体育大会（岐阜）／一回戦敗退
  - 国民体育大会（富山）／一回戦敗退
  - ウィンターカップ／ベスト8
  - アジアジュニア選手権（マレーシア）アジア4位。日本人得点王
- 2001年、大東文化大学1年時
  - 関東トーナメント／ベスト16
  - 関東大学2部リーグ戦／第3位
  - 全日本学生選手権／ベスト16
- 2002年、大学2年時
  - 関東男子バスケットボール新人戦／6位
  - 関東男子リーグ戦／2部リーグ1位
  - 全日本学生バスケットボール大会／6位
- 2003年、大学3年時
  - 関東男子トーナメント大会／準優勝
  - 関東男子リーグ戦／3位
  - 日本男子学生選抜大会（関東選抜）／優勝
  - 全日本学生選手権／準優勝、3P王受賞
  - 関東実業団・関東学生 対抗戦MVP
- 2004年、大学4年時
  - 関東男子トーナメント大会／8位
  - 関東男子リーグ戦／6位
  - 全日本学生バスケットボール大会／ベスト16
  - グアムバスケットボールトーナメント／準優勝
  - 李相佰杯争奪日韓学生競技大会 学生日本代表（13年ぶりに韓国に勝利）
  - KIRIN CUP（VS イングランド）日本代表／優勝
  - スタンコビッチカップ（台湾）／6位
- 2005年、パナソニックに入社。
  - 東アジア大会／5位
  - KIRIN CUP（VSオーストラリア）KIRIN INTERNATIONAL（VS韓国、トルコ、リトアニア）リーグ戦／6位
  - 天皇杯／ベスト8
- 2006年
  - リーグ戦／4位
  - 天皇杯／ベスト8
- 2007年
  - リーグ戦／5位
  - 天皇杯／ベスト8
- 2012年 第３９回全日本クラブバスケットボール選手権大会 3位
- 2013年
- 3×3 TOURNAMENT.EXE Kobe 準優勝
  - 3×3 TOURNAMENT.EXE Yokohama 3位
  - RedBull King of the Rock JAPAN Qualifier Osaka champion
- 2014年　
  - 3×3 TOURNAMENT.EXE Kobe 優勝
  - 3×3 PREMIER.EXE 総合優勝
  - FIBA 3×3 World Tour Masters Manila 出場
  - FIBA 3×3 World Tour Final 出場　13位